# ژاک شوالیه
ژاک شوالیه (انگلیسی: Jacques Chevalier; ۱۳ مارس ۱۸۸۲ – ۱۹ آوریل ۱۹۶۲) فیلسوف اهل فرانسه متولد سریلی، آلیه بود در مدرسه عالی نرمال و دانشگاه آکسفورد تحصیل کرد تخصص اصلی او در خصوص افلاطون بود و کتاب های زیادی علی‌الخصوص در خصوص تاریخ فلسفه از خود به یادگار گذاشته است او از دوستان ادوارد وود و وزیر آموزش فرانسه ویشی بود
وی همچنین برندهٔ جوایزی همچون لژیون دونور (شوالیه) شده‌است.